# L'illa, el far, el vent
L'illa, el far, el vent és un llibre de relats de l'escriptor menorquí Josep Manuel Vidal-Illanes publicat el 2017 per l'Editorial Gregal (ISBN 978-84-17082-18-5). Es tracta d'una obra formada per una sèrie relacionada de vint relats, completats per dos epílegs. Cada part del llibre va encapçalat per frases de diferents autors que emmarquen el desenvolupament posterior del relat. Com recull la sinopsi del llibre: «El conjunt presenta el testimoni social d'històries quotidianes de la crisi o les crisis personals derivades de la fractura social, dels oblidats, de personatges peculiars, de maníacs, de marginats, de pares, de mares, d'infants, de records, de desesperança, d'esperança». D'aquesta obra, Antoni Coll i Gilabert destaca al Diari de Tarragona que «Els protagonistes de L'Illa, el far, el vent són persones que han perdut els seus llaços familiars, o el seu treball, amb passat borrascós de vegades, sense futur, i amb un present que les fa vulnerables. Com els de Dickens, o els de Thxékov, persones de perifèria, però que conserven l'única cosa que cadascun té com a propi: la seva humanitat».
Sobre el llibre, Miquel Àngel Llauger i Rosselló (escriptor i crític) ha escrit: «Josep Manuel Vidal-Illanes parla de persones solitàries, de desnonats, de vells, de desequilibrats, de gent sacsejada per la desventura. La seva prosa, darrere la qual endevinam molt d'esforç d'estilista, transforma aquesta matèria primera de color fosc en un objecte literari que ens acompanya. Les emocions que els relats desperten no són fruit de cap efectisme fàcil sinó del maneig hàbil de tècniques narratives que tenen a veure amb coses l'ús del temps o el punt de vista.»
En una ressenya d'Eduard Riudavets Florit es destaca que «Els personatges de la vintena de relats que trobem al llibre viuen circumstàncies molt allunyades de la nostra -de la meva- vida quotidiana i, malgrat tot, ens extreuen sentiments que sí són dins nostre. Amagats, oblidats, negats o simplement desconeguts, aquests sentiments són part de la nostra vida, no ens són –no em són– aliens.»
El llibre s'ha situat a les llistes dels més venuts del suplement de cultura Bellver del Diario de Mallorca al llarg de diferents setmanes.